# Systematyczny Wykaz Wyrobów
Systematyczny Wykaz Wyrobów (SWW) – klasyfikacja wyrobów produkcji krajowej oraz pochodzących z importu, obejmuje surowce, półfabrykaty, wyroby finalne, zespoły i części (jeśli stanowią przedmiot obrotu). Wykaz zestawiony jest według układu branżowego Klasyfikacji Gospodarki Narodowej.

## Budowa
|  | xx - gałąź                 |
|  | xxx - branża               |
|  | xxxx - podbranża           |
|  | xxxx-x - pięciocyfrówka    |
|  | xxxx-xx - sześciocyfrówka  |
|  | xxxx-xxx - siedmiocyfrówka |

SWW był stosowany w statystyce i ewidencji w badaniach z zakresu:
- produkcji wyrobów przemysłowych,
- gospodarki materiałowej i paliwowo - energetycznej,
- innowacji, produkcji nowych i zmodernizowanych wyrobów,
- licencji zagranicznych produkcji i eksportu wyrobów licencyjnych.

Zgodnie z rozporządzeniem Rady Ministrów z dnia 18 marca 1997 roku  z dniem 1 lipca 1997 roku  SWW został zastąpiony przez PKWiU. Jedynie do celów poboru podatku VAT oraz podatku akcyzowego, utrzymano stosowanie SWW do końca 2002 roku.